# Корнеліс де Вос
 Корнеліс де Вос (нід. Cornelis de Vos; 1584, Гюлст — 1651, Антверпен) — художник з Південних Нідерландів доби бароко.

## Життєпис, ранні роки
Народився в містечку Гюлст. В родині батьків було чотири сина і одна донька. Про ранні роки художника відомостей практично не збережено. 1596 року батьки перебрались на житло до міста Антверпен. Батько пристроїв трьох власних синів, Пауля, Яна і 15-річного Корнеліса, в крамнцю і майстерню майстра золотильщика Девіда Реміуса (1559—1616). За планом батька, Корнеліс мав стати комерсантом з продажу картин і декоративних творів. Другорядним художником-декоратором був і сам Девід Реміус, художні здібності котрого у Амстердамі (де було чимало обдарованих художників) оцінювали низько. У Корнеліса виявились художні здібності і той почав опановувати технологію олійного живопису.
1608 року його рахували як вільного художника. Лише через одинадцять років він стане деканом гільдії св. Луки. За цей період від виробився у непоганого знавця олійного живопису з мінімумом знань барокового художника. Але мав точну руку, твердий малюнок і робив досить схожі портрети.

## Співпраця з майстернею Рубенса
Художній центр Антверпена розділився на дві філії — один залишався у гільдії св. Луки, другий сформувався у майстерні Рубенса, коли той оселився у місті, отримавши право від іспанських ерцгерцогів бути придворним художником при проживанні у Антверпені.
Найкращих художніх митців мимоволі акумулювала саме майстерня Рубенса, позаяк керівник майстерні мав знання античності і сучасного мистецтва, а також виробився у авторитетного носія стиля бароко. В художньому житті Фландрії давно розпочався відхід від стиля пізнього маньєризму. Якісні зміни на панівну барокову стилістику відбулися саме за початком праці в Антверпені П. П. Рубенса. Через його майстерню пішла більшість важливих замовлень, що розглядались як державні завдання.
Хворобливий, але талановитий Рубенс, просто не встигав виконувати замови. У нагоді стало створення великої майстерні, куди потрапила більшість обдарованих митців, котрі працювала тоді у Антверпені. Серед них були художники-анімалісти, майстри перспективи і архітектури, портретисти, майстри натюрмортів. До їх кола потрапив і Корнеліс де Вос.
Недостатньо освічений, Корнеліс де Вос почав навчатися на практиці. Він настільки призвичаївся працювати в стилістиці керівника майстерні, що його твори було легко приймати за твори П. П. Рубенса. Часто у власних творах він імітував і стиль, і композиції Рубенса, роблячи лише власні інтерпретації чужих робіт і міняючи деталі. Для продукції майстерні П. П. Рубенса це було непогано, особливо при створенні численних декоративних творів на тимчасових тріумфальних арках чи декоративно-міфологічних картин. Рубенс обмежувався створенням ескізів, виконання готових творів перекладалося на Франса Снейдерса (майстра натюрмортів), Антоніса ван Дейка (портретиста більш майстерного за самого Рубенса), художників Абрахама Діпенбека (1596—1675) і Корнеліса де Воса, художня манера котрих була надзвичайно близька до манери самого Рубенса пізнього періоду творчості…

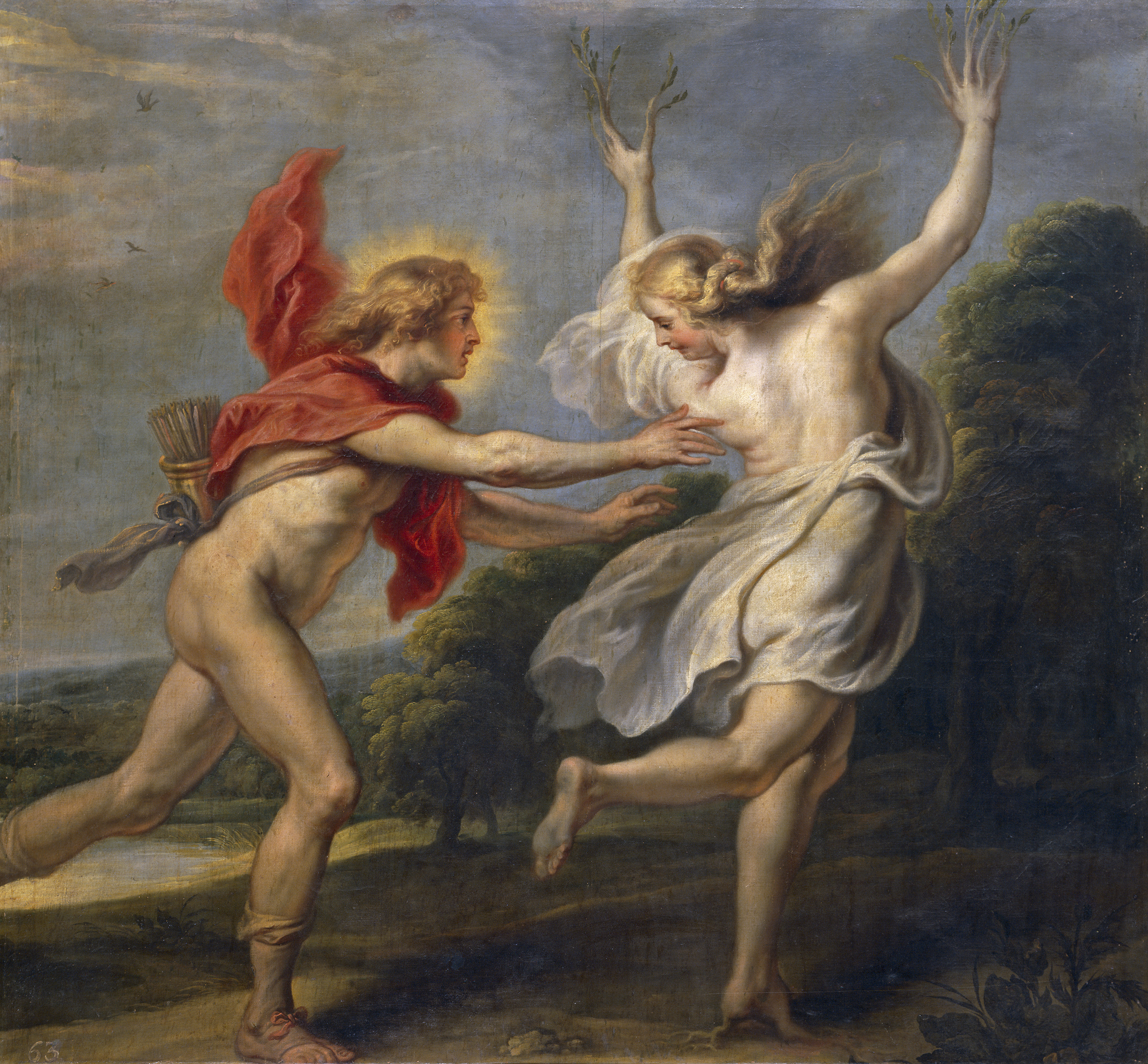
Корнеліс де Вос. Декоративна композиція «Аполлон і Дафна»

Пишна силістика творів Рубенса не підходила до низки сюжетів первісного християнства, котрі створював Корнеліс де Вос. Так, донька фараона не могла носити коштовний одяг фламандської пані, а бідняк, що не мав грошей на посаг трьох власних доньок (в атласних сукнях і коштовному мереживі), не мешкав в палацовому приміщені. Менше невідповідностей було лише в релігійних образах Корнеліса де Воса, котрі вн подавав по театральному пишно, але з побутових позицій і з реалістичними деталями.
Помітно невдалим було і розтринькування Корнелісом де Восом монументальності і декоративності манери рубенсової майстерні на побутові дрібниці («Гра в карти», «Куртизанка в наметі вояків-офіцерів», «Діоген шукає на ринку справжню і чесну людину»)

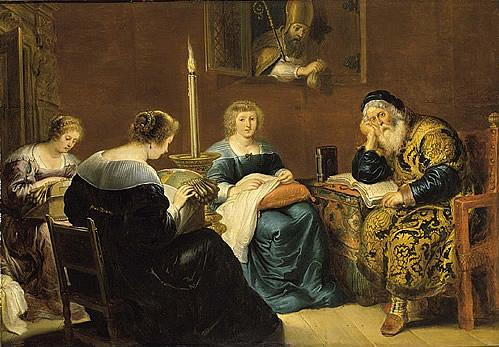
Корнеліс де Вос. Декоративна композиція «Св. Миколай з Барі потайки дає гроші на посаг донькам бідняка»
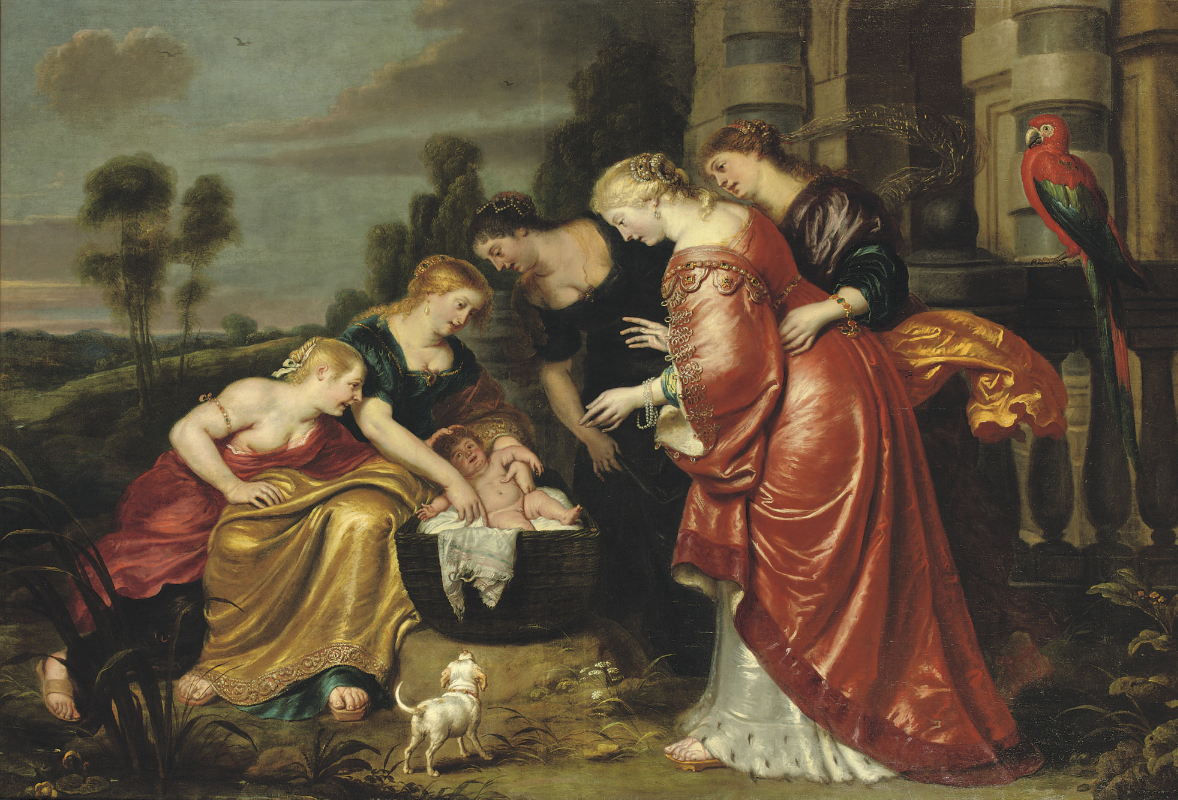
Корнеліс де Вос. Декоративна композиція «Донька фараона знайшла в кошику маля Мойсея»
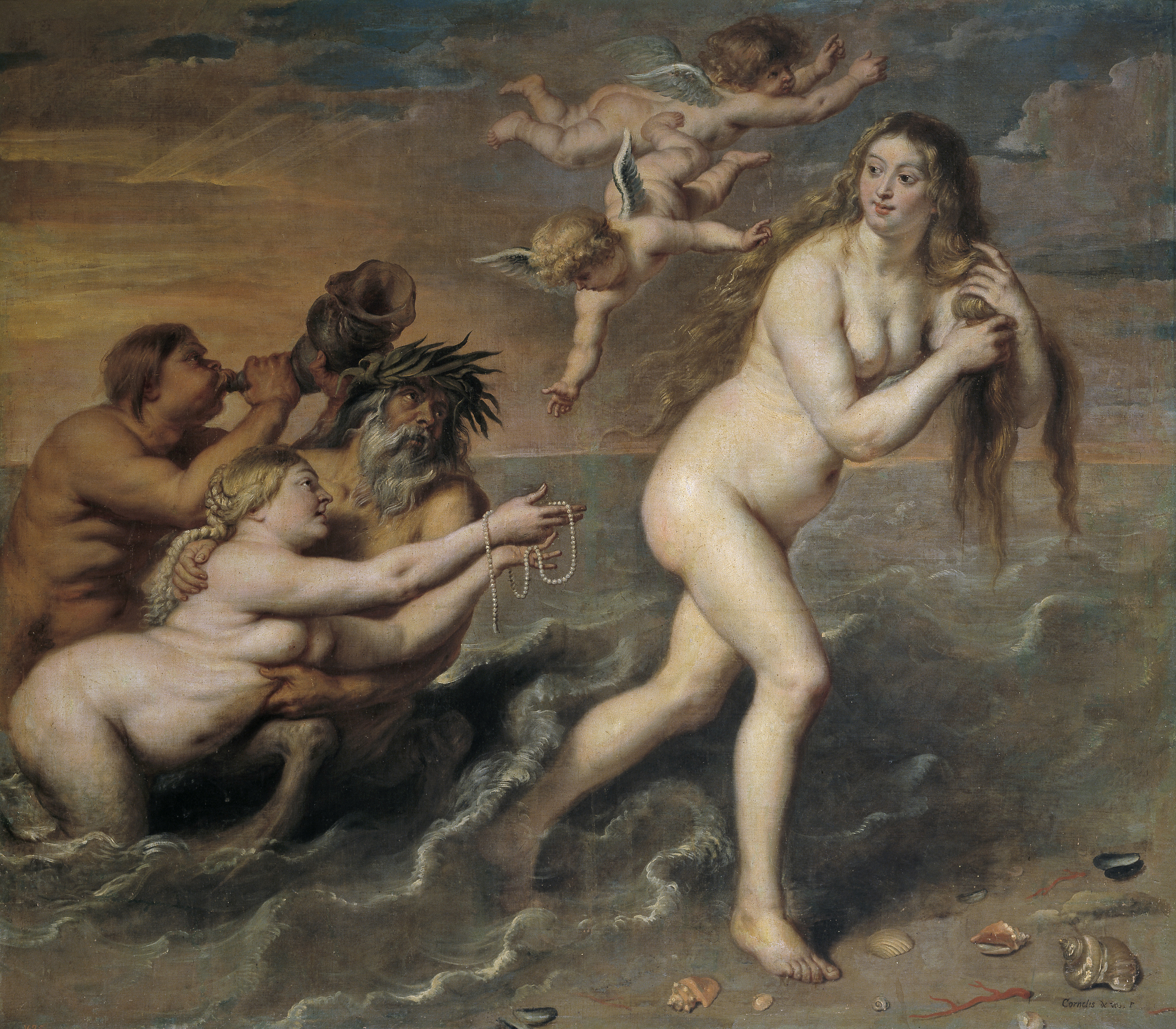
Корнеліс де Вос. Декоративна композиція «Народження Венери»
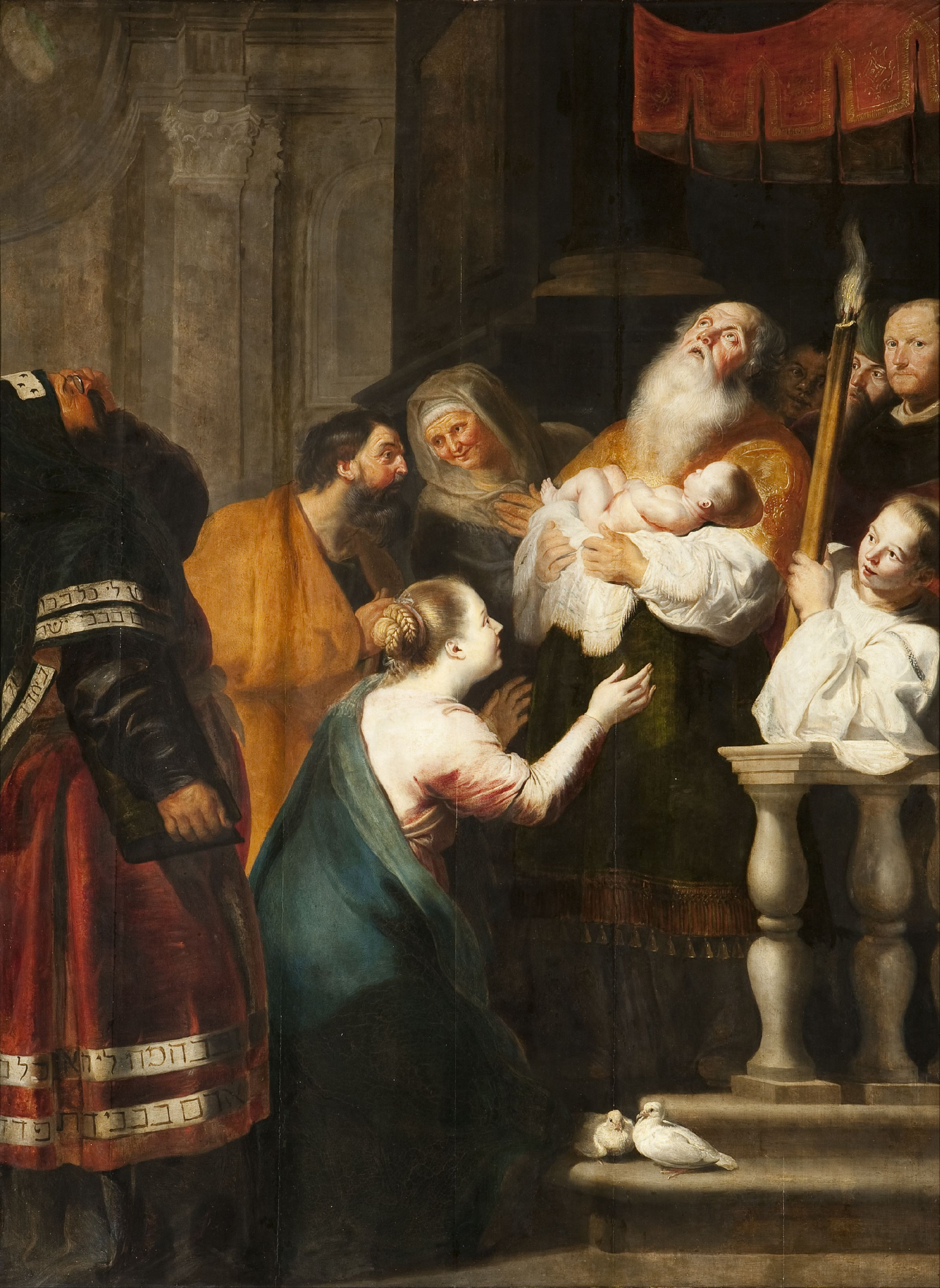
Корнеліс де Вос. «Перший принос Христа у храм» (Стрітення).
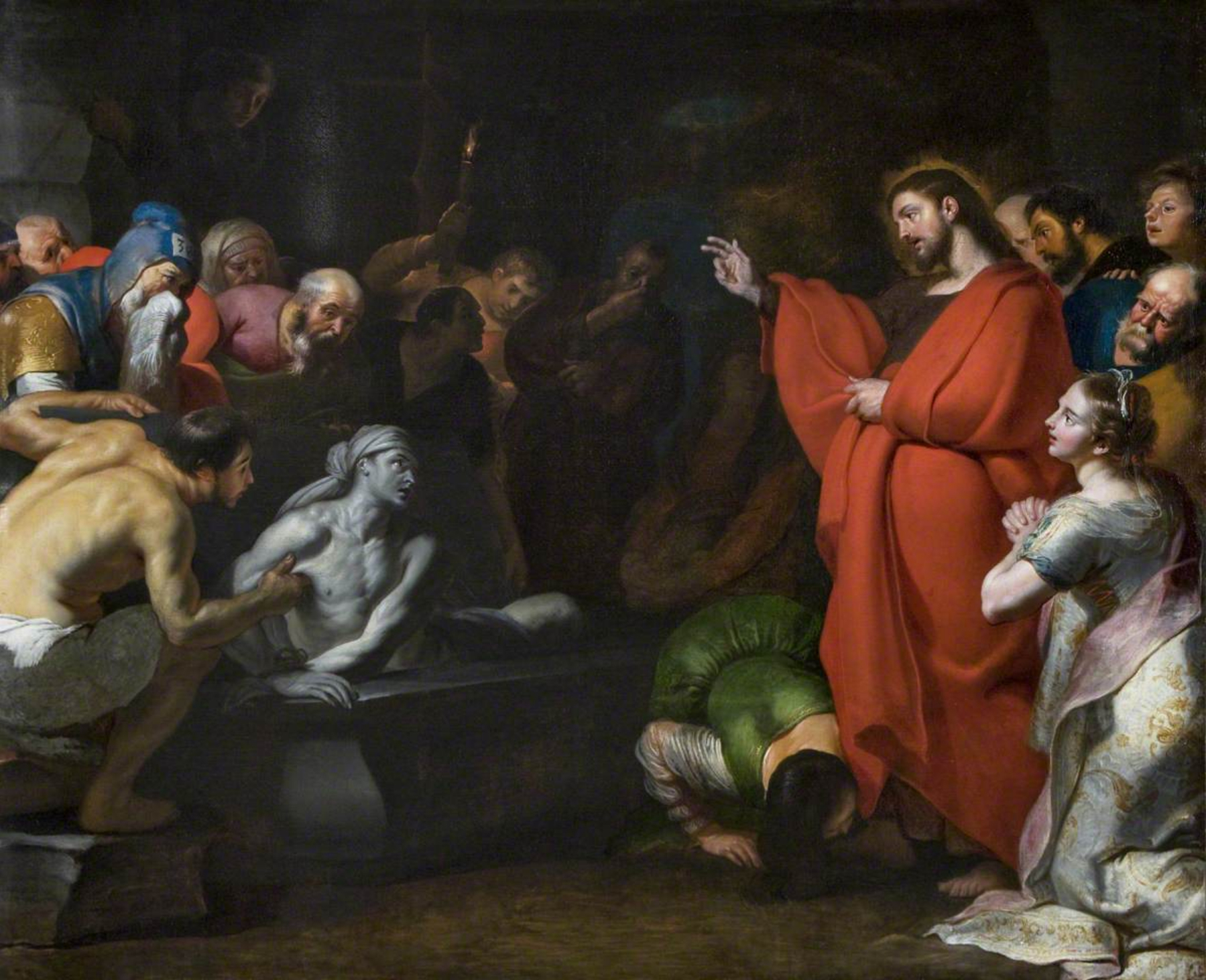
Корнеліс де Вос. «Христос воскрешає померлого Лазаря»
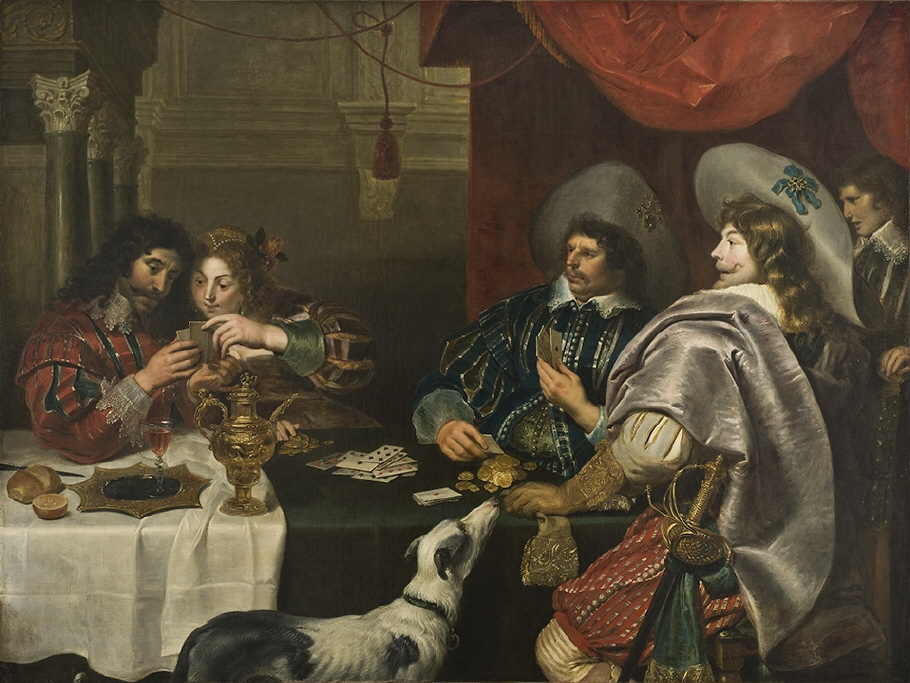
Корнеліс де Вос. «Гра в карти»
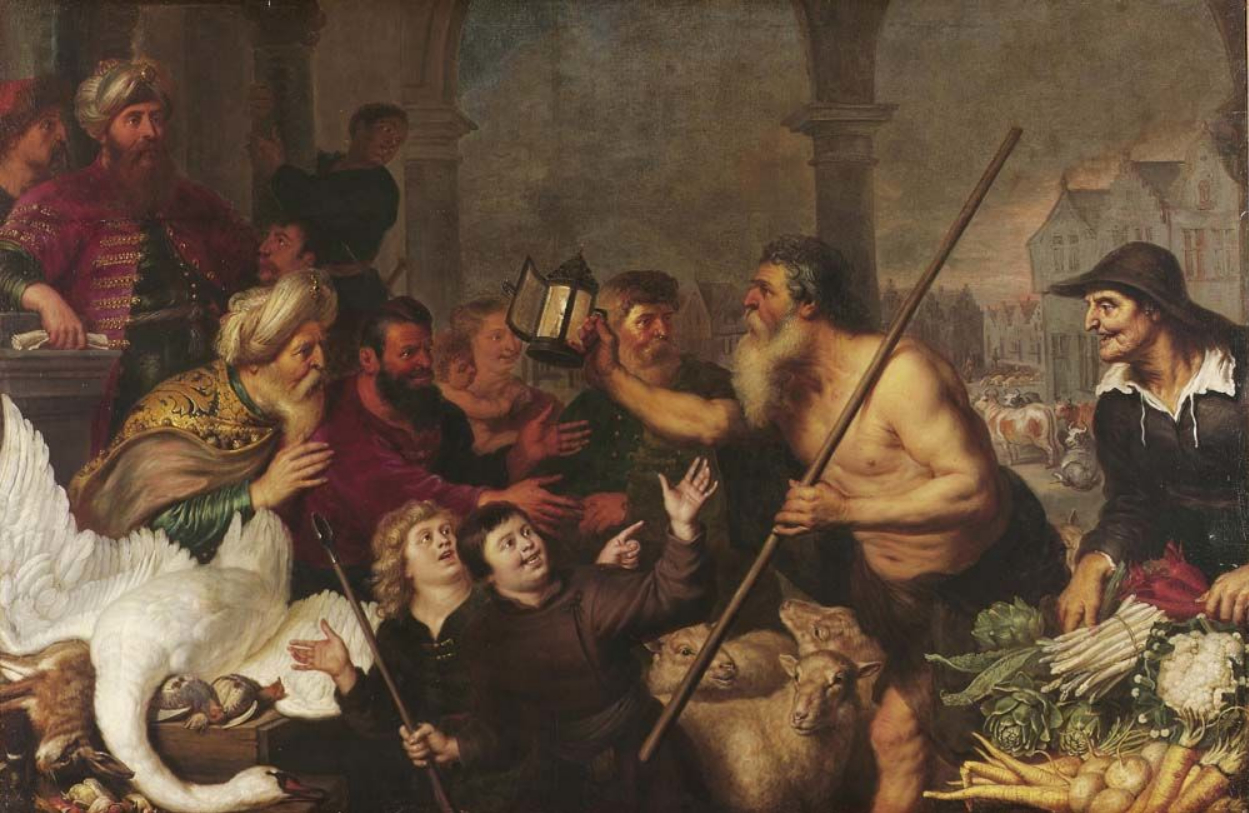
Корнеліс де Вос. Декоративна композиція «Діоген шукає на ринку справжню і чесну людину»
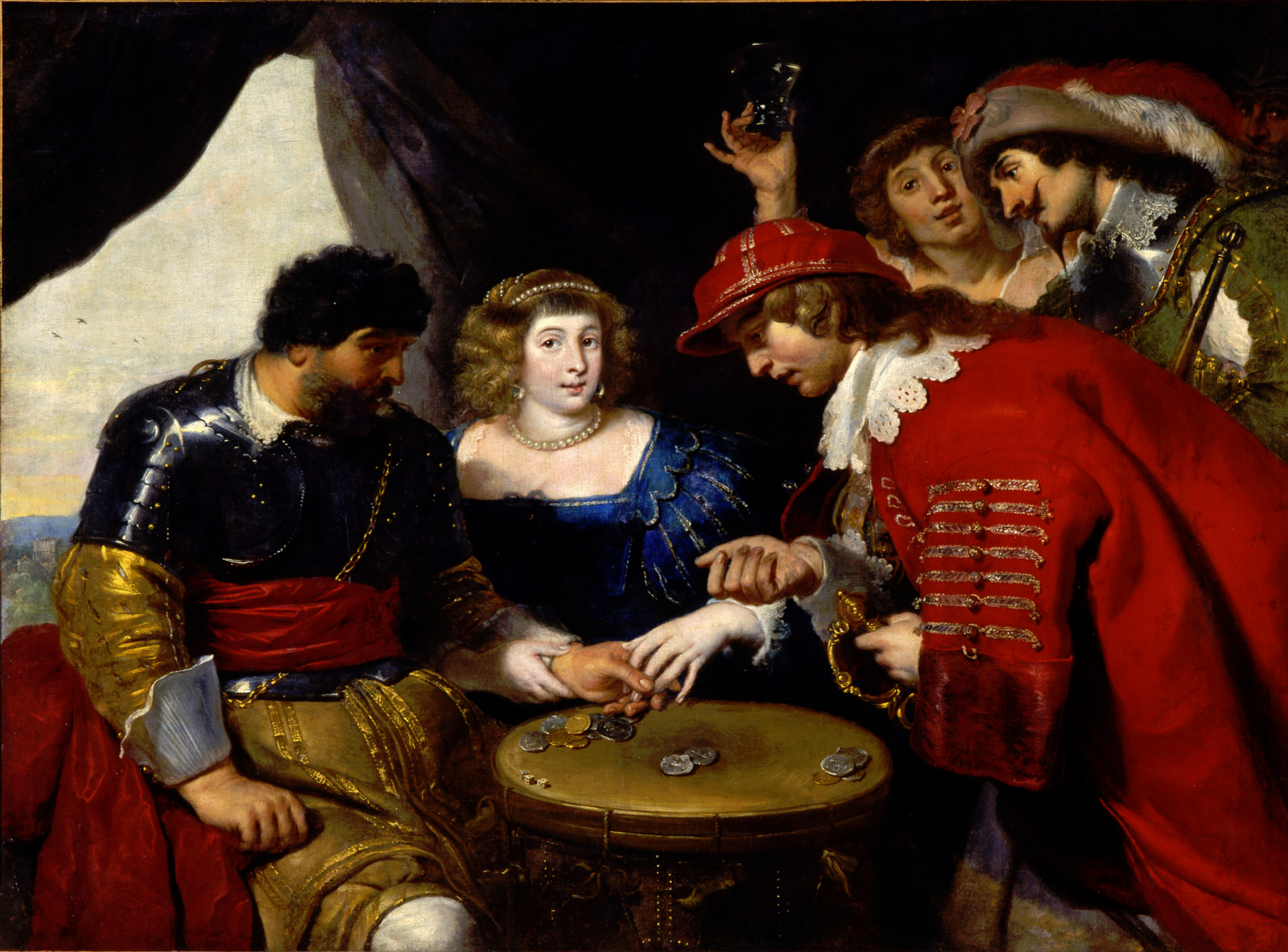
Корнеліс де Вос. «Куртизанка в наметі вояків-офіцерів»

## Портретист
Добропорядним і точним художником, ставав Корнеліс де Вос, коли працював над портретами.  Його рахували серед найкращих художників-портретистів, що працювали в Антверпені. У портретному жанрі він поступався обдарованістю хіба що двом-трьом нідерландським майстрам серед свої сучасників. Це мимоволі визнавав і сам П. П. Рубенс, що передавав навіть власні замови на портрети — Корнелісу де Восу…

## Неповний перелік творів
- «Аполлон і Дафна»
- «Народження Венери»
- «Тріумф Вакха»
- «Св. Миколай з Барі потайки дає гроші на посаг донькам бідняка»
- «Донька фараона знайшла в кошику маля Мойсея»
- «Перший принос Христа у храм» (Стрітення).
- «Діоген шукає на ринку справжню і чесну людину»
- «Куртизанка в наметі вояків-офіцерів»
- «Гра в карти»
- «Гітарист»
- «Портрет художника Франса Франкена з дружиною Елізабет Мертенс»
- «Елізабет Векеманс дівчинкою»
- «Невідома пані з донькою»
- «Родинний портрет Корнеліса де Воса з автопортретом»

## Галерея обраних творів

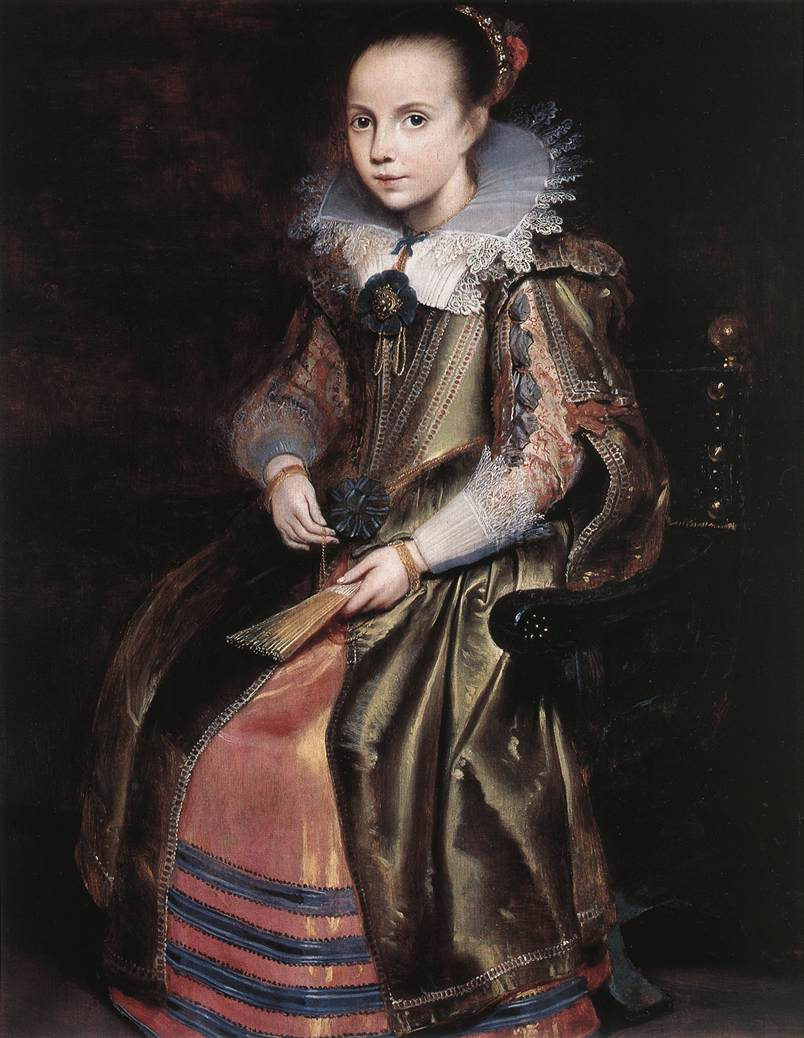
Корнелис де Вос. «Елізабет Векеманс дівчинкою»

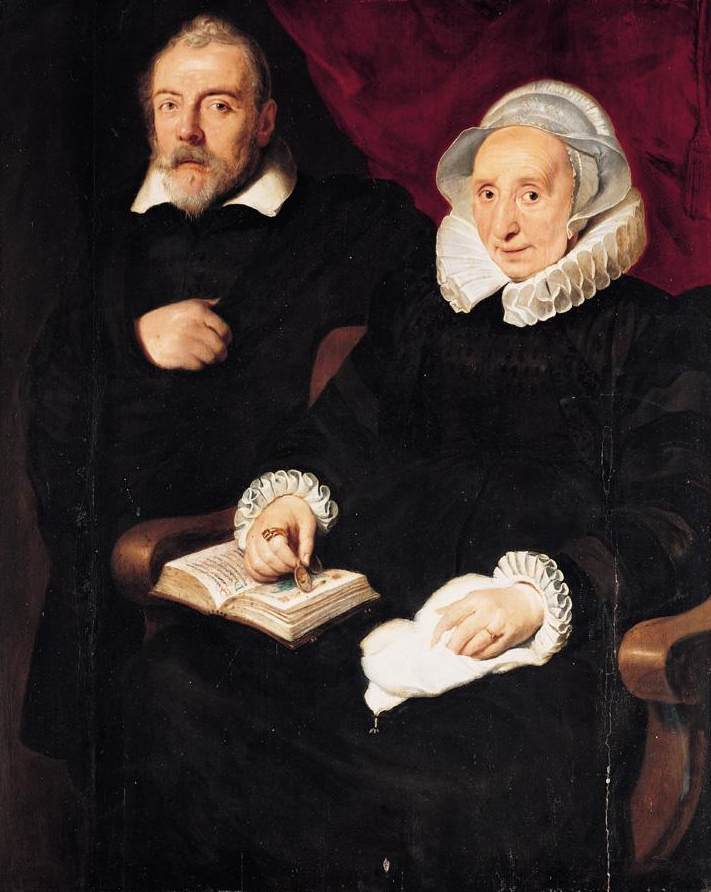
Корнеліс де Вос. «Портрет художника Франса Франкена з дружиною Елізабет Мертенс»
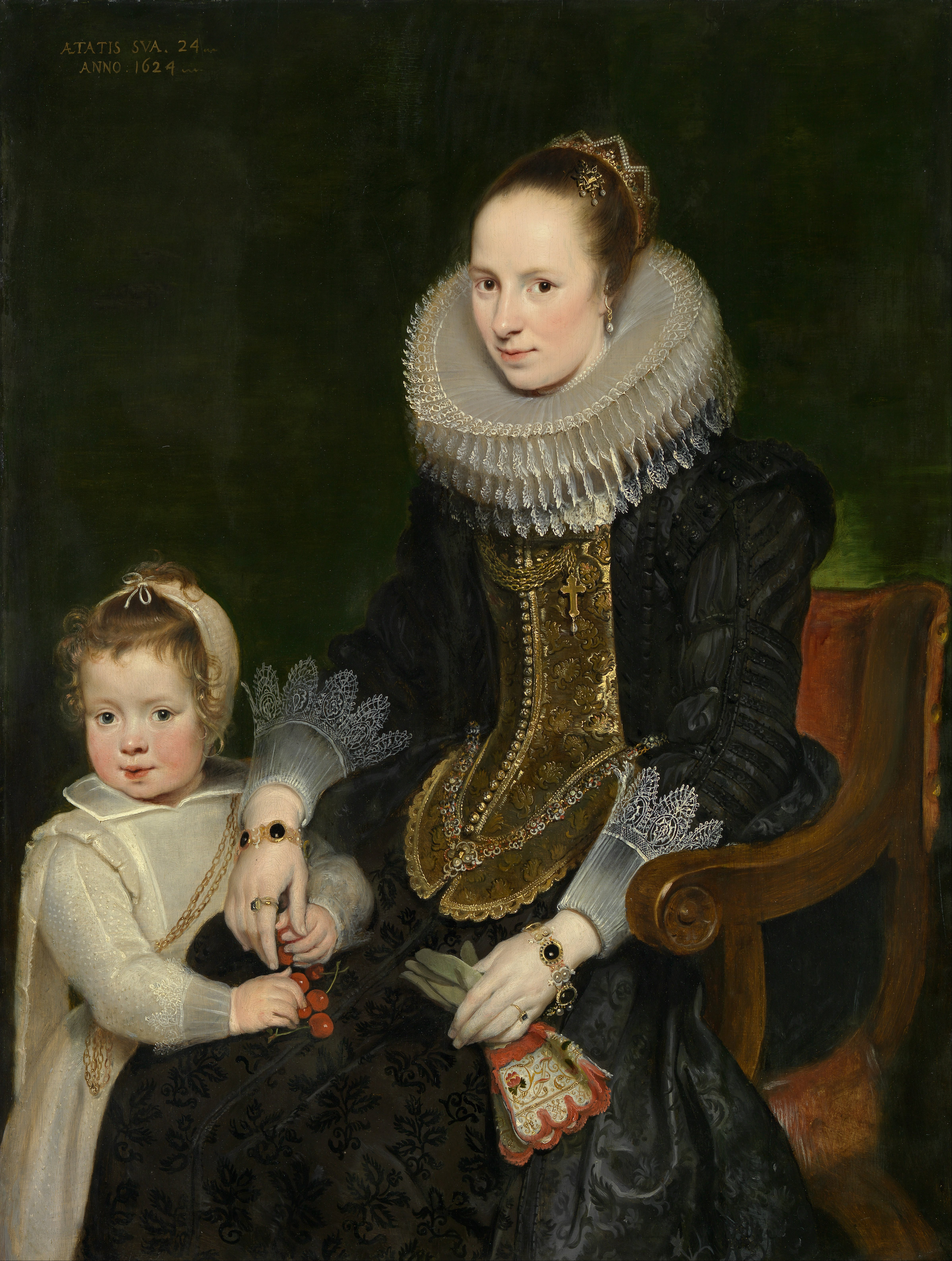
Корнеліс де Вос. «Невідома пані з донькою»
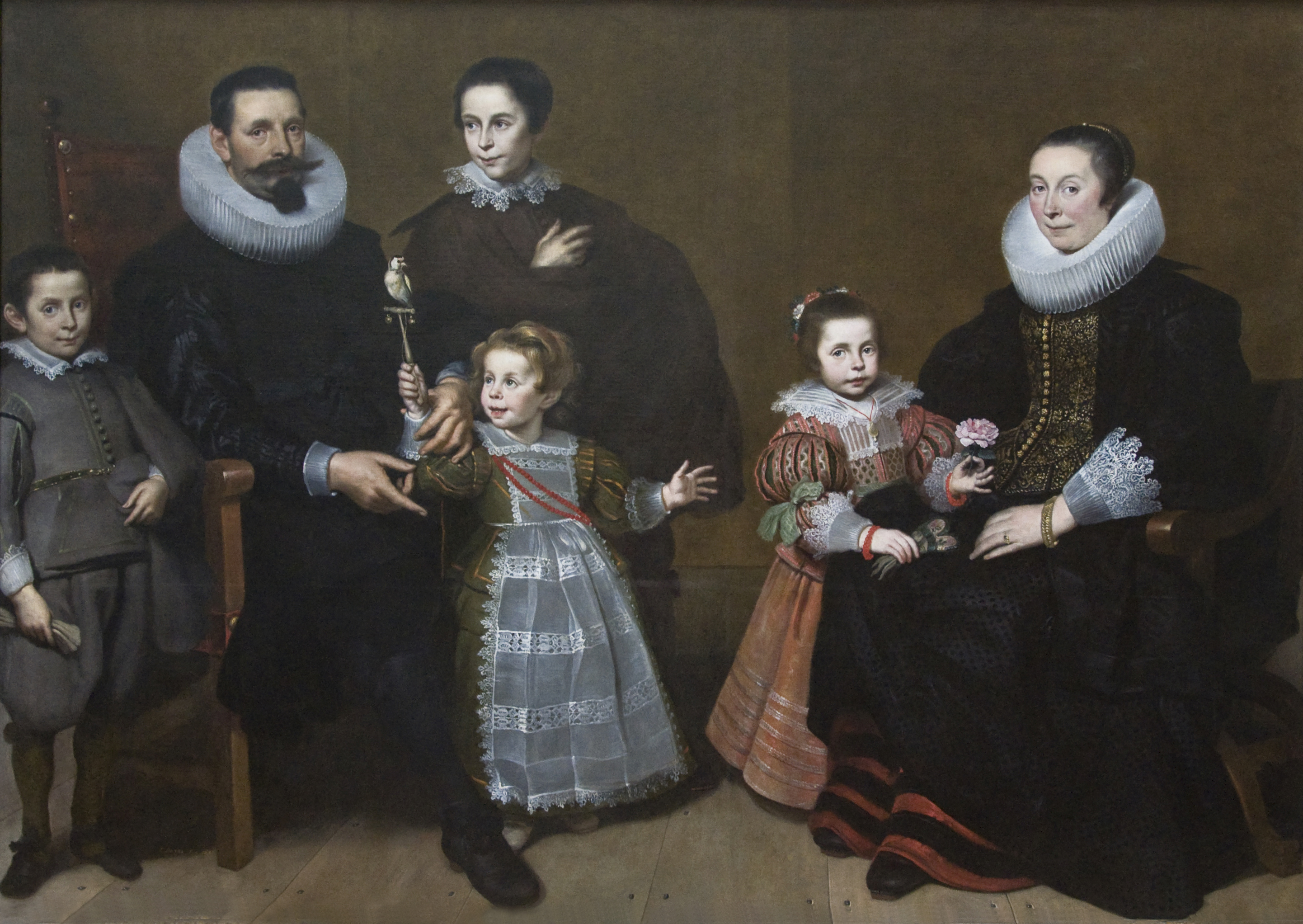
Корнеліс де Вос. «Родинний портрет»
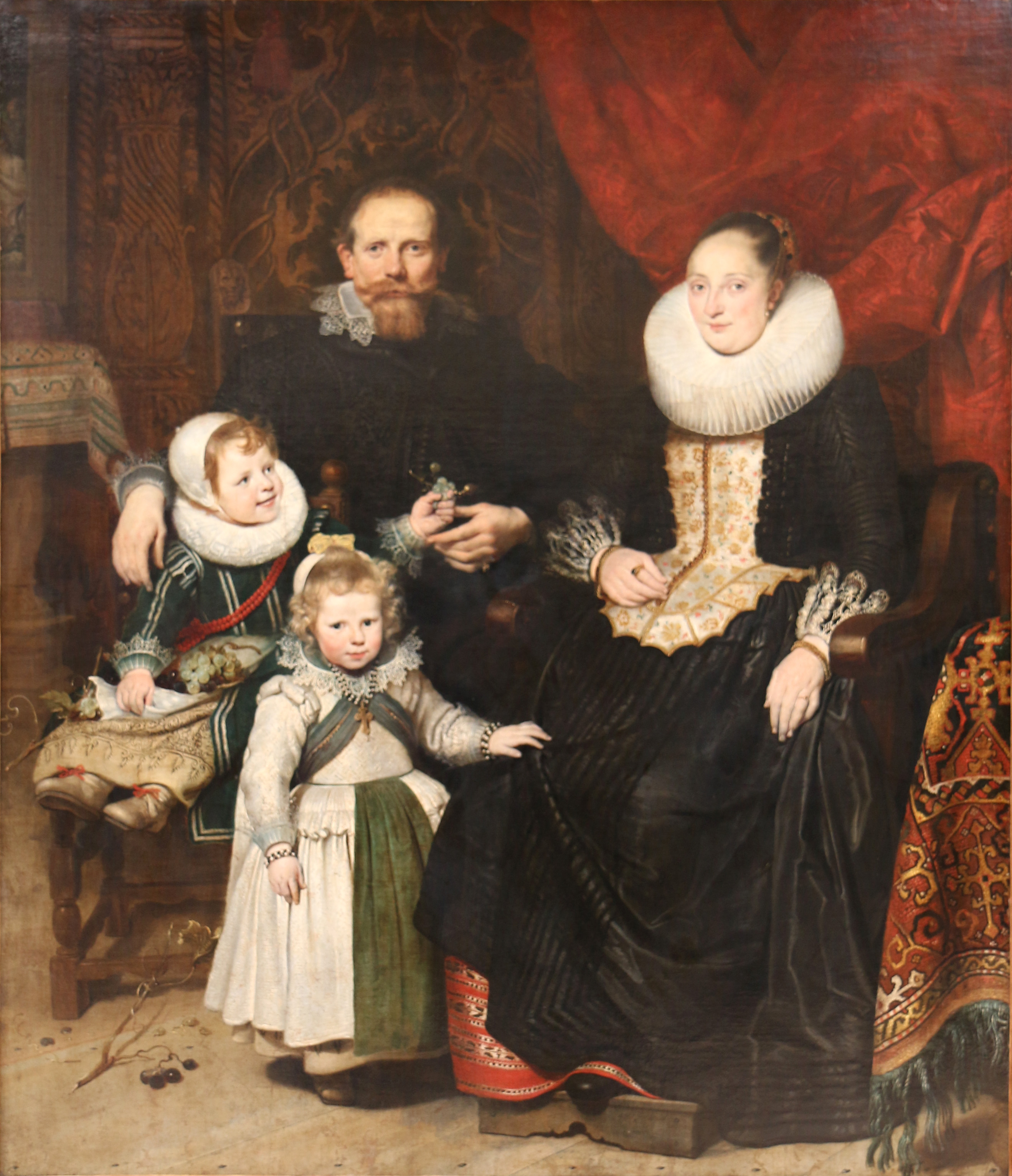
Корнеліс де Вос. «Родинний портрет Корнеліса де Воса з автопортретом»